# Albins folkhögskola
Albins folkhögskola (tidigare Örenäs folkhögskola) är en folkhögskola i Landskrona.
Albins folkhögskola har funnits sedan 11 november 2007. Huvudman för skolan är regionala fackliga avdelningar inom LO i Skåne inklusive LO/ABF-distriktet. Skolans namn har bland annat inspirerats av Per Albin Hanssons tal om folkhemmet.
Albins folkhögskola ligger sedan augusti 2012 i gamla Posthuset på Eriksgatan i centrala Landskrona.

## Kurser
Albins folkhögskola har en allmän kurs med samhällsprofil som bedrivs dels på grundskole-, dels på gymnasienivå.
Utöver allmän kurs bedrivs rörelseutbildningar, vilket är fackliga kurser och arbetsmiljöutbildningar som styrs av medlemsorganisationernas behov.
Vidare finns det sedan 2010 en SMF-kurs (Studiemotiverande folkhögskolekurs), som är ett arbetsmarknadsprojekt med Arbetsförmedlingen och Folkbildningsrådet.

För nyanlända och personer i etableringsfasen ger Albins folkhögskola kurser som etablering i samarbete med Arbetsförmedlingen,
Svenska från dag 1 och Tidiga insatser för asylsökande finansierat av Länsstyrelsen Skåne.
2012 övertog Albins folkhögskola den anrika skrivarlinjen som startade på Fridhems folkhögskola 1985. Den övertogs sedermera av Malmö på Kvarnby folkhögskola.

Sedan 2018 har Albins folkhögskola en Socialpedagogisk yrkesutbildning (2 år)
Albins folkhögskola utvecklar även arbetsmiljö och samverkansutbildningar på uppdragsbasis åt näringslivet.